# Биньху
Биньху́ (кит. упр. 滨湖, пиньинь Bīnhú) — район городского подчинения городского округа Уси провинции Цзянсу (КНР).

## История
В 1949 году, когда в ходе гражданской войны эти места перешли под контроль коммунистов, урбанизированная часть уезда Уси была выделена в отдельный город Уси. 
В 1951 году были созданы районы № 6, № 7 и № 8. В 1952 году они были объединены в район №6. В 1955 году район №6 был переименован в Пригородный район (郊区). В 1958 году Пригородный район был присоединён к уезду Уси (无锡县), который в то время был подчинён властям города Уси. В 1960 году часть этих земель вновь вошла в состав города Уси, где была образована Народная коммуна Тайху (太湖人民公社).
В 1961 году вместо народных коммун были вновь созданы районы, Народная коммуна Тайху была преобразована в район Тайху (太湖区). В 1962 году оставшаяся часть бывшего Пригородного района также была переведена из состава уезда Уси под юрисдикцию городских властей и присоединена к району Тайху.
В 1965 году был воссоздан Пригородный район.
В 1983 году был образован городской округ Уси; районы бывшего города Уси стали районами городского подчинения городского округа Уси.
В 1988 году из Пригородного района был выделен район Машань (马山区).
В 2000 году район Машань был расформирован, и его земли, а также часть земель одновременно расформированного городского уезда Сишань (锡山市) были присоединены к Пригородному району, который был при этом переименован в район Биньху.

## Административное деление
Район делится на 13 уличных комитетов и 1 посёлок.